# Ernst Fritzsche (Politiker)
Ernst Friedrich Otto Fritzsche (* 29. April 1892 in Eisleben; † nach 1933) war ein deutscher Lehrer und Politiker (DNVP).

## Leben
Fritzsche durchlief von 1906 bis 1912 das Lehrerseminar in Eisleben, wurde im Anschluss Lehrer an der einklassigen Schule in Wormsleben und bestand 1914 die Zweite Lehrerprüfung. Er nahm von 1914 bis 1918 als Soldat am Ersten Weltkrieg teil und wurde an der Westfront eingesetzt. Von 1914 bis 1915 diente er beim Infanterie-Regiment Nr. 27, von 1915 bis 1916 beim Reserve-Infanterie-Regiment Nr. 66 und von 1917 bis 1918 beim Infanterie-Regiment Nr. 469, zuletzt als Leutnant der Reserve und Kompanieführer. Kurz vor dem Ende des Krieges erlitt er eine Verletzung, woraufhin sein linker Oberschenkel amputiert werden musste. Für seine Verdienste erhielt er das Eiserne Kreuz I. und II. Klasse sowie das Verwundetenabzeichen in mattweiß.
Fritzsche trat in die DNVP ein, wurde 1924 Gemeindevorsteher in Wormsleben und war seit 1925 Kreistagsmitglied des Mansfelder Seekreises. Als Mitglied des Stahlhelm war er seit 1925 Gauführer in Mansfeld. 1928 wurde er in den Preußischen Landtag gewählt, dem er bis zu dessen Auflösung im Oktober 1933 angehörte.